# Destination X (2009)
Destination 2009 est un Pay Per View de catch organisé par la Total Nonstop Action Wrestling qui s'est déroulé le 15 mars 2009 à Orlando en Floride aux États-Unis. Ce Pay Per View met en avant les catcheurs de la X Division durant le show et aussi sur l'affiche promotionnelle. 9 Matchs ont eu lieu (dont cinq matchs de Championnat). Cela a été la cinquième édition du Pay-Per-View Destination X.

## Contexte
Les spectacles de la Total Nonstop Action Wrestling en paiement à la séance sont constitués de matchs aux résultats prédéterminés par les scénaristes de la TNA. Ces rencontres sont justifiées par des storylines — une rivalité avec un catcheur, la plupart du temps — ou par des qualifications survenues dans les émissions de la TNA telles que TNA Xplosion et TNA Impact!. Tous les catcheurs possèdent un gimmick, c'est-à-dire qu'ils incarnent un personnage gentil ou méchant, qui évolue au fil des rencontres. Un pay-per-view comme Destination X est donc un événement tournant pour les différentes storylines en cours.

## Tableau des matchs
| # | Résultats | Stipulations | Temps |
| - | --- | --- | ----- |
| 1 | Taylor Wilde, Roxxi, et Daffney battent The Beautiful People (Velvet Sky, Angelina Love, et Madison Rayne)                    | Six Woman Tag Team match | 5:04  |
| 2 | Brutus Magnus bat Eric Young                                                                                                  | Match simple | 4:45  |
| 3 | Matt Morgan bat Abyss | Match of 10,000 Tacks | 8:48  |
| 4 | Awesome Kong (c) defeated Sojournor Bolt                                                                                      | Simple match pour la TNA Women's Knockout Championship                                                                                       | 4:17  |
| 5 | Scott Steiner bat Samoa Joe par disqualification                                                                              | Singles match | 1:30  |
| 6 | A.J. Styles bat Booker T (c)                                                                                                  | Match simple pour le TNA Legends Championship                                                                                                | 9:14  |
| 7 | Team 3D (Brother Ray et Brother Devon) battent Beer Money, Inc. (Robert Roode and James Storm) (c) par décompte à l’extérieur | Match sans Disqualification. Off the Wagon Challenge pour le TNA World Tag Team Championship                                                 | 11:20 |
| 8 | Suicide bat Alex Shelley (c), Chris Sabin, Consequences Creed et Jay Lethal                                                   | Ultimate X match pour le TNA X Division Championship                                                                                         | 14:10 |
| 9 | Sting (c) bat Kurt Angle | Match simple pour le TNA World Heavyweight Championship avec Jeff Jarrett comme arbitre spécial et Mick Foley comme deuxième arbitre spécial | 13:50 |